# Tore Gerschman
Tore Gerschman, född 1913, död 1992, var en av Sveriges främsta konsthandlare under 1900-talets andra hälft. Han förmedlade konst signerad Marc Chagall, Pablo Picasso, Fernand Léger, Auguste Renoir, Salvador Dalí samt även flera konstobjekt av Firma Karl Fabergé.